# Backhaul
Backhaul in de telecommunicatie is een term die gebruikt wordt om dat deel van het netwerk aan te duiden waarmee de edge apparatuur wordt aangesloten op de backbone van het netwerk.
Enkele voorbeelden van backhaul verbindingen zijn bijvoorbeeld:
- mobiele telefonie: de straalverbindingen tussen masten of sites en de centrales
- ADSL: verbindingen tussen de DSLAMs en de IP-backbone van de internetprovider
- Vermaasd netwerk: Ook wel 'mesh network' genoemd in het Engels, kan op de achtergrond bij tussenliggende nodes een backhaul creëren. Dit zorgt er voor dat er snel geschakeld kan worden tussen de verschillende nodes, om op deze manier het beste bereik te krijgen.